# Satan (film, 1912)
Pour plus de détails, voir Fiche technique et Distribution.
Satan (titre original : Satana (il dramma dell'umanità)) est un film italien réalisé par Luigi Maggi en 1912.
Ce film muet en noir et blanc s'inspire des poèmes Le Paradis perdu (Paradise Lost, 1667) de John Milton, et La Messiade (Der Messias, 1773) de Friedrich Gottlieb Klopstock.

## Synopsis
Film en quatre épisodes qui évoque l'action de Satan à quatre époques différentes.

## Fiche technique
- Titre original : Satana (il dramma dell'umanità)
- Pays d'origine :  Royaume d'Italie
- Année : 1912
- Réalisation : Luigi Maggi
- Scénario : Guido Volante
- Scénographie : Decoroso Bonifanti (it)
- Photographie : Giovanni Vitrotti
- Société de production : Ambrosio-Zanotta, Turin
- Langue : italien
- Format : Noir et blanc — 35 mm — 1,33:1 — Muet
- Genre : Drame, religieux
- Longueur de pellicule : 1 960 mètres (7 bobines)
- Durée : 72 minutes
- Dates de sortie :
  -  Royaume d'Italie : 10 décembre 1912
  -  France : 24 janvier 1913

## Distribution
- Mario Bonnard : Satan
- Mario Voller-Buzzi (it) : Jésus
- Enrico Lupi : Furio
- Fernanda Negri Pouget : Marie, la fleuriste
- Mary Cleo Tarlarini (it) : Fiammetta, la courtisane
- Rina Albry : une courtisane
- Carlo Campogalliani
- Antonio Grisanti (it)
- Paolo Azzurri (it)
- Ercole Vaser (it)
- Cesare Zocchi (it)
- Arrigo Amerio
- Filippo Castamagna
- Vitale Di Stefano
- Oreste Grandi
- Enrico Negro
- Lia Negro
- Armand Pouget
- Giuseppina Ronco
- Bianca Schinini
- Dario Silvestri
- Angelo Vestri
- Giovanni Enrico Vidali